# 武奧里耶爾維湖
66°46′53″N 30°6′54″E / 66.78139°N 30.11500°E
武奧里耶爾維湖（羅馬化：Vuoriyarvi），是俄羅斯的湖泊，位於該國西北部，由摩爾曼斯克州負責管轄，處於坎達拉克沙區，面積4.2平方公里，海拔高度174米，集水區面積107平方公里。